# Leptarctia boisduvalii
Leptarctia boisduvalii là một loài bướm đêm thuộc phân họ Arctiinae, họ Erebidae.